# IC 4871
IC 4871 — галактика типу SBcd () у сузір'ї Павич.
Цей об'єкт міститься в оригінальній редакції індексного каталогу.